# Bá quốc Aversa
Bá quốc Aversa là thuộc địa đầu tiên của người Norman ở bán đảo Ý.

## Lịch sử
Aversa được chính thức thành lập vào năm 1029 bởi Ranulf Drengot, người được phong chức bá tước đầu tiên trước cả công tước Sergius IV xứ Napoli và Hoàng đế Conrad II. Năm 1030, chỗ đứng đầu tiên của người Norman ở Mezzogiorno đã được tạo ra khi Sergius IV giao lại thị trấn và vùng phụ cận đóng vai trò như một lãnh địa bá tước cho Ranulf. Mười hai vị bá tước Norman nắm lấy vận mệnh của thành phố Aversa, từ một ngôi làng nhỏ rồi nhờ chính sách tị nạn do Ranulf khởi xướng đã trở thành một thủ đô nhỏ, biến thành bàn đạp cho cuộc chinh phục miền nam Ý của người Norman. Vị bá tước quan trọng nhất chắc chắn là Richard Drengot, người duy nhất có thể đứng lên đối chọi với Robert Guiscard.
Do đó các bá tước Aversa đã dẫn đầu trong cuộc chiến chống lại quân đội của Giáo hoàng tại Civitella Fortore dẫn đến việc người Norman giành được chiến thắng, họ còn tống giam cả Giáo hoàng Leo IX. Tuy vậy vị bá tước xảo trá Richard I đã không đối xử Giáo hoàng như một tù nhân mà còn sai người hộ tống ngài về Roma với đầy đủ danh dự. Cử chỉ này mang lại cho ông sự hòa giải với Giáo hội, loại bỏ sự rút phép thông công và trao lại quyền hành cho Giáo khu Aversa. Năm 1058, Richard đã mang quân chinh phục Thân vương quốc Capua và kể từ đó tước vị Bá tước Aversa đều thuộc về Vương công Capua.

### Bá tước Aversa
- 1029-1045: Rainulfo I xứ Aversa;
- 1045-1045: Asclettin xứ Aversa (cháu);
- 1045-1046: Rodolf Cappello, do Guaimar IV xứ Salerno bổ nhiệm;
- 1046-1047: Rainulf II xứ Aversa gọi là Trincanotte, anh em họ và cháu trai của người tiền nhiệm Asclettin và Ranulf;
- 1047-1049: Herman xứ Aversa, người giám hộ của ông: William Bellabocca Tancredi, tiếm vị vào năm 1048, nhưng đã chết cùng một năm, năm 1049 Herman trở thành người giám hộ của Richard I và ít lâu sau thì Richard kế vị;
- 1049-1078: Richard I xứ Aversa cũng là Vương công Capua (1058-1078) và Công tước Gaeta (1063).